# Il velo di Maya
Il velo di Maya è un film, del 2017, scritto, diretto e interpretato da Elisabetta Rocchetti.
Si tratta del secondo lungometraggio della regista e attrice, dopo Diciottanni - Il mondo ai miei piedi, del 2010.

## Trama
Poco prima del matrimonio, Anna scopre che il fidanzato Leo la tradisce con sua sorella Giada e finisce per questo in una severa depressione. Disoccupata e sola, va avanti prendendo pillole e ricevendo il conforto della nonna Mara e di Paloma, la sua vicina di casa transgender. Un giorno, Anna ha come la sensazione di essere seguita da uomo e una mattina finisce per trovare dei fiori fuori dalla porta di casa. Un sensitivo le predice che un importante amore sta per arrivare nella sua vita e Anna si convince che si tratti del misterioso individuo. Poiché lo spasimante è troppo timido per presentarsi, Anna decide di fare la prima mossa, nonostante il parere contrario dei genitori e della cugina Federica, che non credono che questo uomo esista davvero, ma che sia piuttosto frutto dell'immaginazione di Anna causato dalla depressione.

## Produzione
Le riprese del film sono iniziate a Roma nel settembre 2015 e si sono poi spostate a Grosseto, dove il film è ambientato, dal 10 al 24 ottobre. Come location sono state usate, tra le varie, le mura medicee, piazza Dante, il palazzo di giustizia, il Teatro degli Industri e il porto di Marina di Grosseto.

## Distribuzione
Il film è stato presentato il 28 giugno 2017 tra i film in concorso all'Ischia Film Festival. Nel settembre dello stesso anno ha partecipato al Terra di Siena Film Festival nella categoria "Opera prima e seconda", mentre il mese successivo ha preso parte al Fano International Film Festival, dove ha vinto il premio alla miglior regia.
Il 4 ottobre 2021 è stato distribuito su Amazon Prime Video.